# Hangzhou Ospreys
Gli Hangzhou Ospreys sono una squadra di football americano di Hangzhou, in Cina.

## Dettaglio stagioni

### Tornei nazionali

#### Campionato

##### AFLC
| Stagione | regular season | regular season | regular season | regular season | regular season | regular season | playoff | playoff | playoff | playoff | playoff | playoff   | playoff    |
|          | Vin            | Par            | Per            | Tot            | PF             | PS             | Vin     | Per     | Tot     | PF      | PS      | risultato | avversaria |
| -------- | -------------- | -------------- | -------------- | -------------- | -------------- | -------------- | ------- | ------- | ------- | ------- | ------- | --------- | ---------- |
| 2014     | 1              | 0              | 4              | 5              | 34             | 172            | -       | -       | -       | -       | -       | -         | -          |
| Totale   | 1              | 0              | 4              | 5              | 34             | 172            | -       | -       | -       | -       | -       |           |            |

Fonti: Enciclopedia del Football - A cura di Roberto Mezzetti

##### CBL
| Stagione | regular season | regular season | regular season | regular season | regular season | regular season | playoff | playoff | playoff | playoff | playoff | playoff   | playoff          |
|          | Vin            | Par            | Per            | Tot            | PF             | PS             | Vin     | Per     | Tot     | PF      | PS      | risultato | avversaria       |
| -------- | -------------- | -------------- | -------------- | -------------- | -------------- | -------------- | ------- | ------- | ------- | ------- | ------- | --------- | ---------------- |
| 2015     | 5              | 0              | 2              | 7              | 102            | 68             | -       | -       | -       | -       | -       | -         | -                |
| 2016     | 4              | 0              | 1              | 5              | 180            | 96             | -       | -       | -       | -       | -       | -         | -                |
| 2017     | 2              | 0              | 3              | 5              | 64             | 59             | -       | -       | -       | -       | -       | -         | -                |
| 2018     | 5              | 0              | 2              | 7              | 211            | 73             | 0       | 1       | 1       | 8       | 12      | Wild Card | Beijing Cyclones |
| 2019     | 3              | 0              | 3              | 6              | 42             | 69             | -       | -       | -       | -       | -       | -         | -                |
| Totale   | 19             | 0              | 11             | 30             | 599            | 365            | 0       | 1       | 1       | 8       | 12      |           |                  |

Fonti: Enciclopedia del Football - A cura di Roberto Mezzetti